# 3115 Бейлі
3115 Бейлі (3115 Baily) — астероїд головного поясу, відкритий 3 серпня 1981 року.
Тіссеранів параметр щодо Юпітера — 3,389.